# Побіжна вимова
Побіжна вимова або редукція — явище зсовування або пропуску в мовленні деяких складів, майже завжди присутнє в мовленні носіїв природних мов (і неприпустиме в деяких штучних мовах, де потрібна чітка вимова, наприклад, логлан, ложбан).
В українській мові це явище може бути проілюстровано такими прикладами:
мо — може (бути), ка (ке) — каже, кау — кажу, хоч (хош) — хочеш, мож (мош) — можеш, чкай — чекай, хтіти — хотіти, тре (тра) — треба, би — аби, гля — глянь(те), ба/бач — бачиш, та — так;
Для діалектів часом характерні скорочення ймен у кличній формі:
Ю! — Юро!, Іва́! — Іване!, Воло́ — Володьо!, Па! — Павле!.

## Приклади в англійській мові
У цьому розділі наведено декілька слів, які найчастіше вживають із побіжною вимовою в американській англійській разом із вимовою поданою у МФА:

### Of,haveіto
У багатьох ситуаціях слова of, to і have всі сповзають до не більше ніж шва [ə]. Іноді це призводить плутанини, такої як написання "I could[sic] of..." замість "I could have..." чи "I could've".
- could have: [ˈkʊɾə], coulda чи  [ˈkʊɾəv], could uhv.
- must have: [ˈmʌstə], musta чи  [ˈmʌstəv], must uhv.
- should have: [ˈʃʊɾə], shoulda чи [ˈʃʊɾəv], should uhv.
- would have: [ˈwʊɾə], woulda чи [ˈwʊɾəv], would uhv.
- it would: у скороченому варіанті вимовляють як [ˈɪɾəd], iduhd, що часто скорочують до [ˈɪd], ihd.
- it would / it would have: [ˈɪɾə], itta.
- a lot of: [əˈlɑɾə], a lotta.
- kind of: [ˈkaɪɾ̃ə], kinda.
- out of: [ˈaʊɾə], outta.
- sort of: [ˈsɔɹɾə], sorta.
- going to: [ˈɡʌnə], gonna.
- got to: [ˈɡɑɾə], gotta.
- have to: [ˈhæftə], hafta.
- want to: [ˈwɑnə], wanna.
- ought to : [ˈɔɾə], oughta.

"Would" також може бути скорочено ("I'd have done things differently."), що зазвичай породжує [ɾə] ("I would have..." може бути вимовлене як [aɪɾə]). [v] у "have" та "of" зазвичай збережене перед голосними звуками (наприклад у "I could have asked...").

### You
"You" сповзає до [jə] (часто записуваного як "ya"). Також може траплятись пом'якшення попередньої приголосної: (/t/ + /jə/ = [tʃə], /d/ + /jə/ = [dʒə], /s/ + /jə/ = [ʃə], and /z/ + /jə/ = [ʒə]). Це також може відбуватись із іншими словами, що починаються з [j] (наприклад "your", "yet", "year").
- did you: [ˈdɪdʒə], didja
- do you: [ˈdʒə], d'ya
- don't you: [ˈdoʊntʃə], doncha
- got you: [ˈɡɒtʃə], gotcha
- get you / get your: [ˈɡɛtʃə], getcha
- would you: [ˈwʊdʒə], wouldja